# Országház Könyvkiadó
Az Országház Könyvkiadó a magyar Országgyűlés Hivatala Közgyűjteményi és Közművelődési Igazgatósága könyvkiadási szakmai programját valósítja meg 2015 óta. Igazgatója Bellavics István.

## Kiadványai
Főként a magyar parlamentarizmus történetéhez, az Országgyűléshez, az Országházhoz és a Nemzet Főteréhez kapcsolódó  történelmi, művészettörténeti, ismeretterjesztő és idegenforgalmi témájú kiadványokat ad ki. 2015-től 2019 első felének végéig 9 sorozat keretében 36 magyar és 84 idegen nyelvű kiadványt publikált.